# Joe English (schilder)

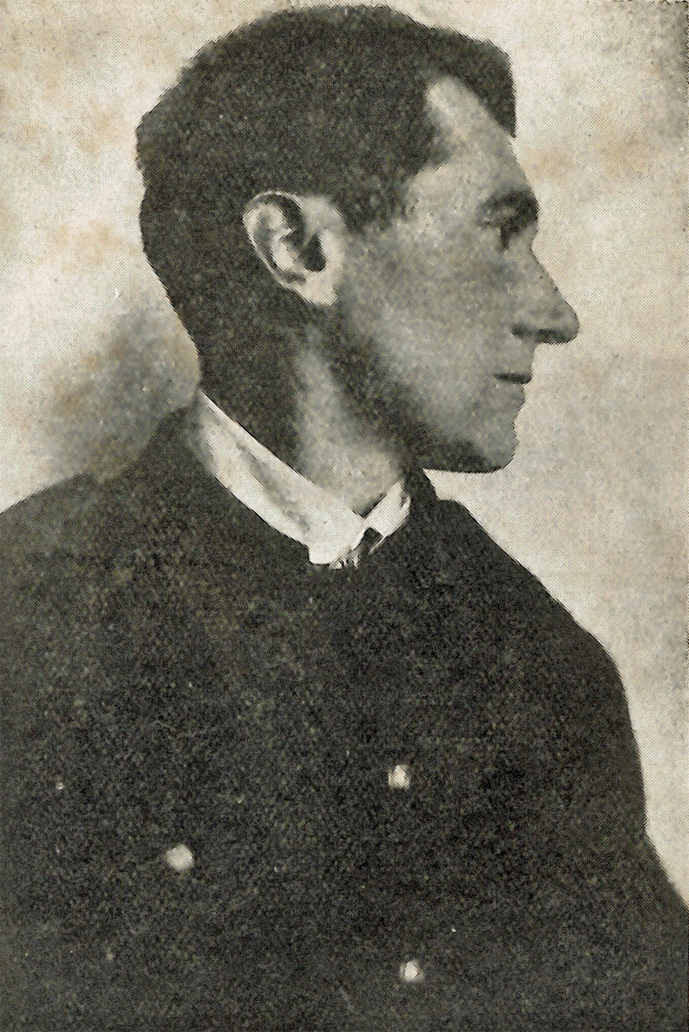
Joe English

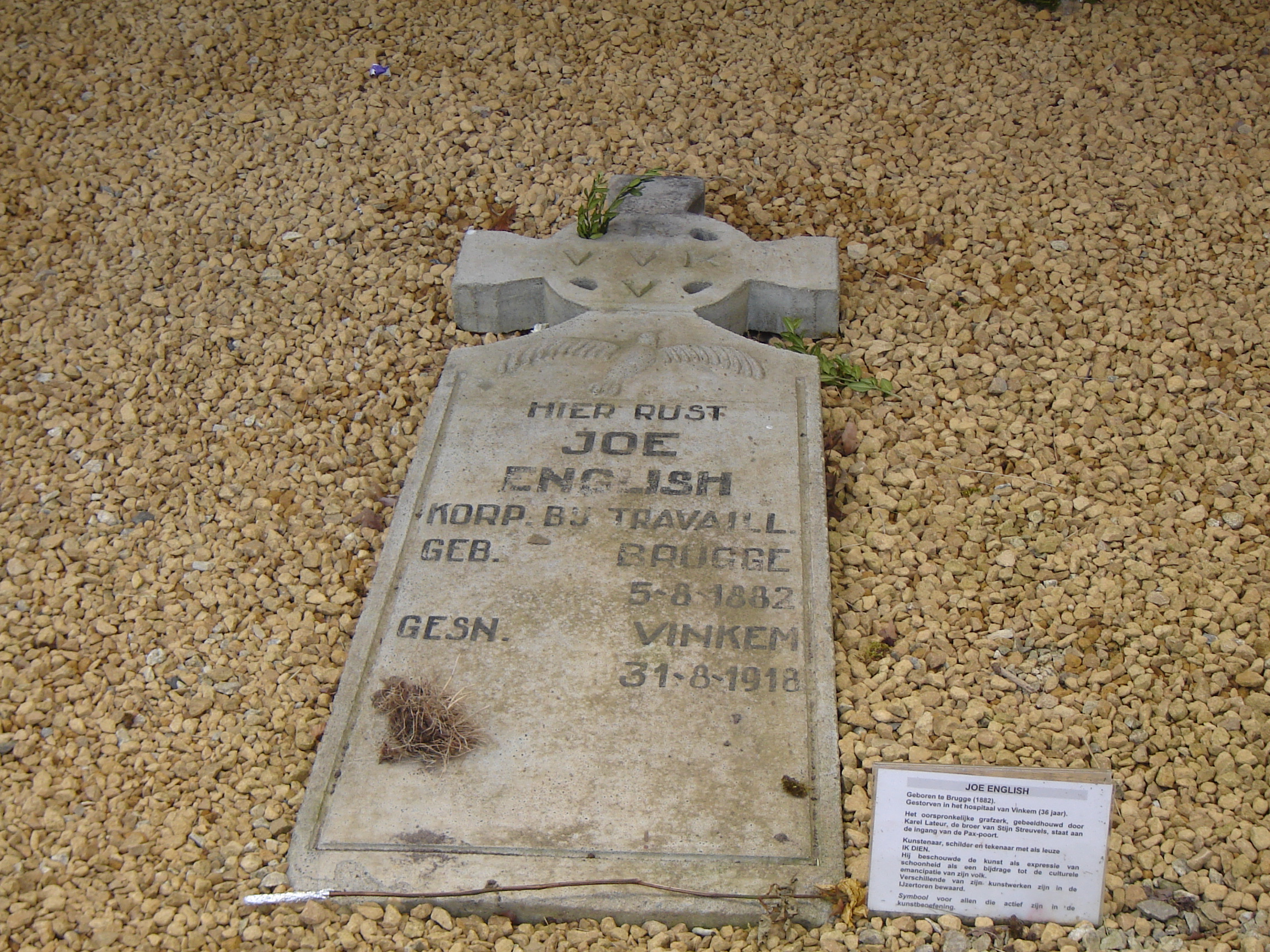
Grafsteen Joe English in de crypte van de IJzertoren

Joseph Alphonse Marie (Joe) English (Brugge, 5 augustus 1882 – Vinkem, 31 augustus 1918) was een Vlaamse tekenaar en kunstschilder. Hij overleed aan de gevolgen van een slecht verzorgde blindedarmontsteking in het legerhospitaal 'L'Océan 2' in Vinkem op 31 augustus 1918. Hij is een van de Vlaamse IJzersymbolen. Zijn beeltenis staat gebeeldhouwd op de Paxpoort in Diksmuide.

## Familie English
English was de zoon van de Ier Henry English (Waterford, 1853 - Adegem 1918) en Marie Dinnewet (Brugge, 1858-1905). Henry richtte in Brugge, eerst op de hoek van de Vrijdagmarkt en de Boeveriestraat, vervolgens in het Sint-Salvatorskerkhof een goudborduuratelier op, samen met zijn echtgenote. Het gezin had tien kinderen, namelijk vier zonen en zes dochters, die borduurden in het atelier van hun ouders. Een van de zoons, Michiel English, werd priester en speelde een belangrijke rol in de liturgie en als kunsthistoricus in het bisdom Brugge. Joe English schilderde en tekende reeds van jongs af aan op school. Om zijn talenten verder te ontwikkelen volgde hij cursussen tekenen en schilderen aan de Stedelijke Academie te Brugge.

## Kunstenaar
English was een talentvolle jongeman en op aanbeveling van de directeur van de Brugse academie kon hij van 1901 tot 1908 een opleiding volgen aan de Koninklijke Academie voor Schone Kunsten van Antwerpen. Onder andere Juliaan de Vriendt was daar zijn leraar. Diens zoon Samuel de Vriendt werd een van zijn trouwste vrienden. Van 1908 tot 1914 werkte Joe in Brugge als zelfstandig kunstschilder. Voor het goudborduuratelier van zijn vader ontwierp hij onder meer heel wat vlaggen. Hij behaalde in 1904 en 1907 de tweede plaats in de Romeprijs voor schilderkunst en in 1907 ook de Godecharleprijs. 

## Huwelijk
Hij liet zich tot Belg naturaliseren en leerde in Antwerpen zijn echtgenote Elisabeth Goedemé (1876-1926) kennen, die was opgegroeid in een Vlaamsvoelend en kunstminnend gezin. Zij was een begaafde pianiste en muzieklerares. In het gezin English-Goedemé werden twee kinderen geboren, Lieve (Brugge, 7 maart 1912 - 4 april 1934) en Raf (11 maart 1915 - 9 oktober 1967).

## Frontsoldaat
In 1914 werd hij gemobiliseerd. Vanaf eind 1915 werkte hij als kunstenaar in Veurne, waarbij hij zich ontwikkelde tot prominent frontsoldaat. Hij ontwierp de typische heldenhuldezerkjes voor de Vlaamse gesneuvelden in de Eerste Wereldoorlog. In 1918 werd hij ook frontschilder.
English stierf op 36-jarige leeftijd in het legerhospitaal L'Océan te Vinkem aan een onbehandelde blindedarmontsteking in de nacht van 31 augustus 1918. Hij werd begraven op de Belgische militaire begraafplaats van Steenkerke. De eerste IJzerbedevaart vond in 1920 plaats bij zijn graf. In 1930 werd hij bijgezet in de crypte van de IJzertoren.

## Eerbetoon

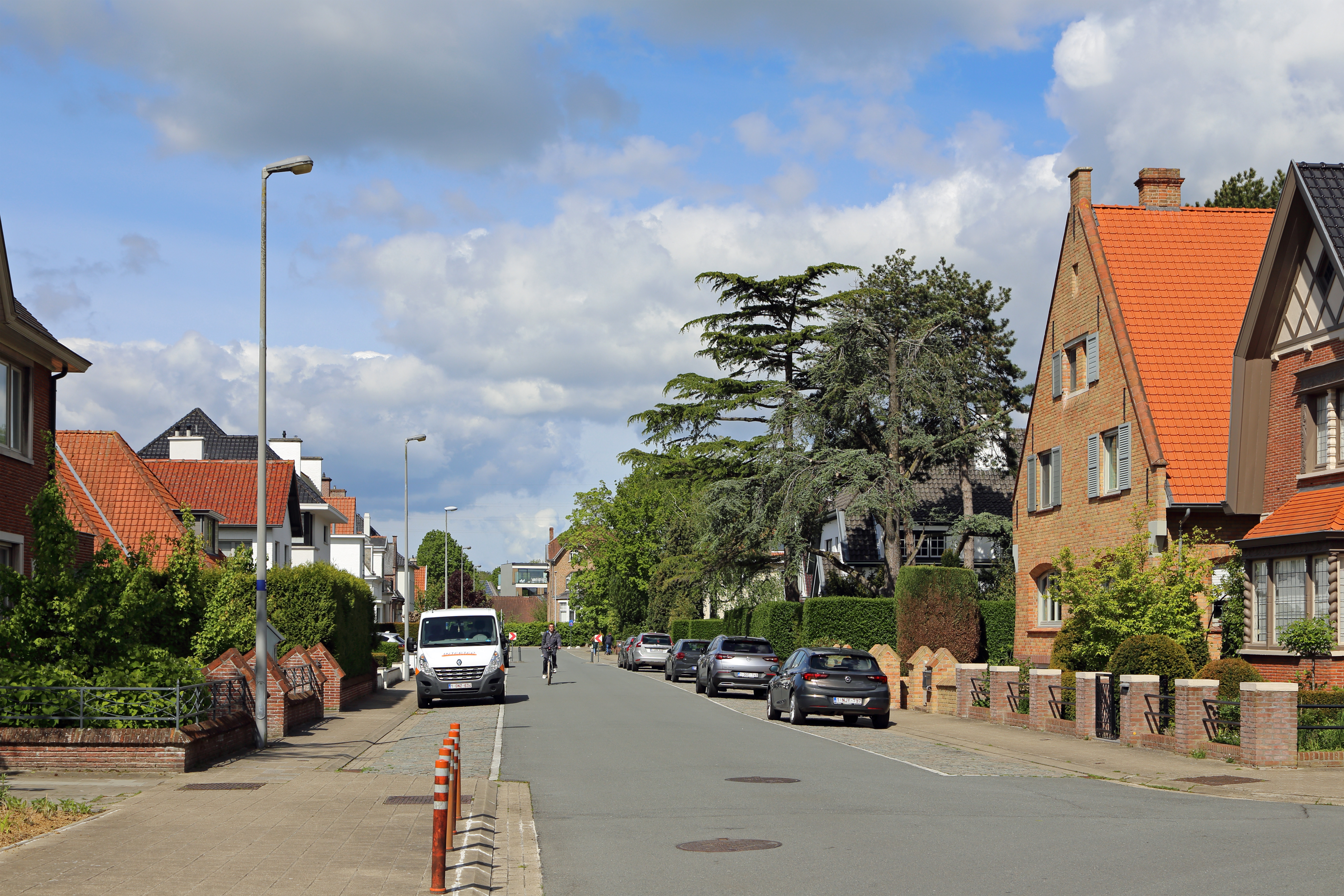
De Joe Englishstraat in Brugge

Door toedoen van Samuel de Vriendt werden een aantal olieverfschilderijen en aquarellen, die Veurne tijdens de oorlog voorstellen, permanent in het stadhuis aldaar tentoongesteld.
In 1976 werd in Vinkem op initiatief van de VTB ter ere van English een monument in de vorm van een heldenhuldezerk opgericht, in de nabijheid van het hospitaal L'Océan 2.
In Roeselare, Brugge, Borgerhout, Edegem en Diksmuide is een straat naar hem vernoemd. In Borgerhout heeft ook een tramhalte (tramlijn 24) zijn naam gekregen.
Zijn naam staat vermeld op het oorlogsgedenkteken in de Kartuizerinnenstraat, Brugge en op het gedenkteken bij de ingang van de Cercle Gaulois, Wetstraat, Brussel.
Sinds 1951 heet de Scouts en Gidsengroep van Heusden 'Joe Englishgroep'.

## Afbeeldingen

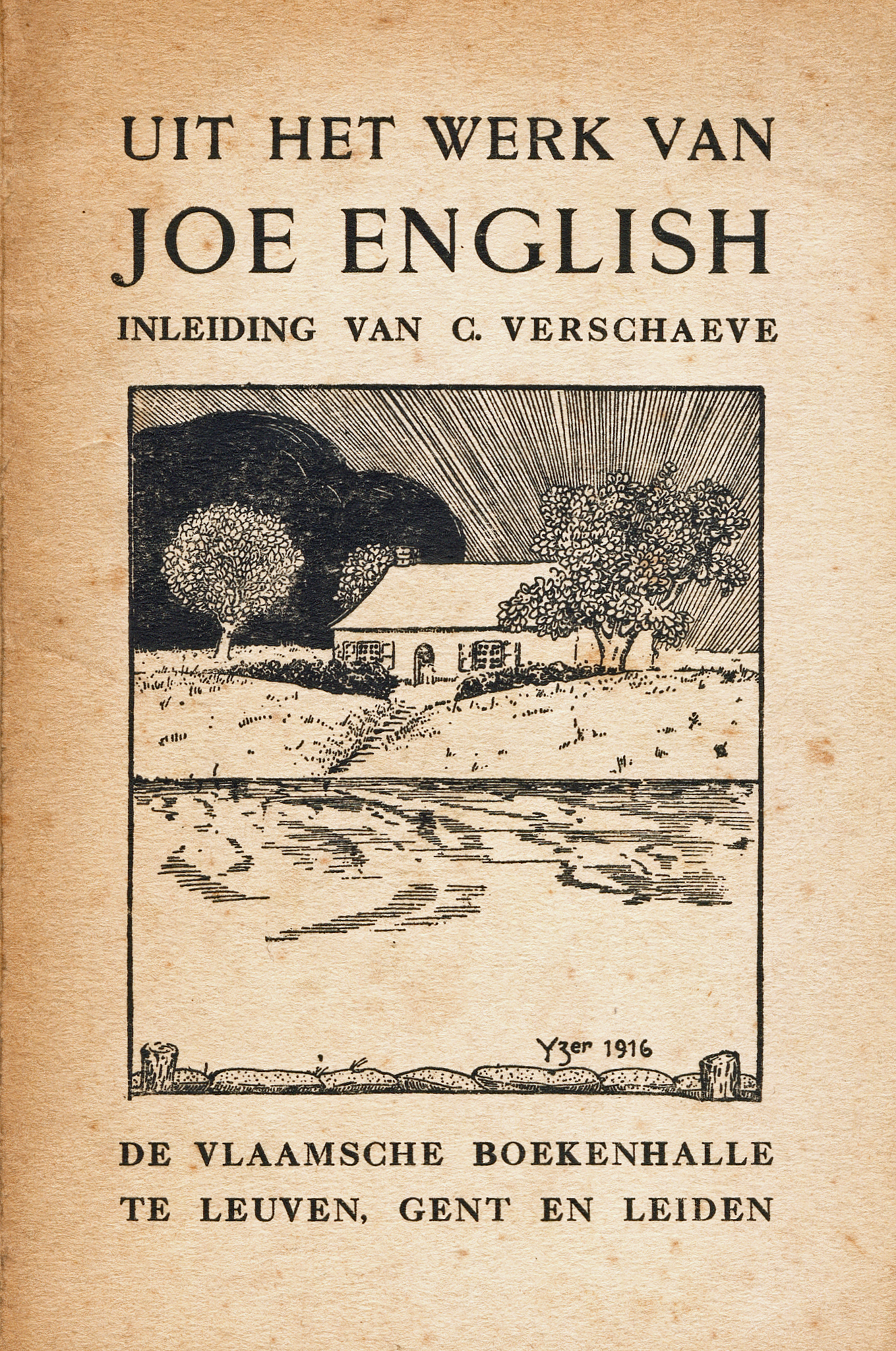
Kaft van een gedenkboekje voor Joe English uit 1920
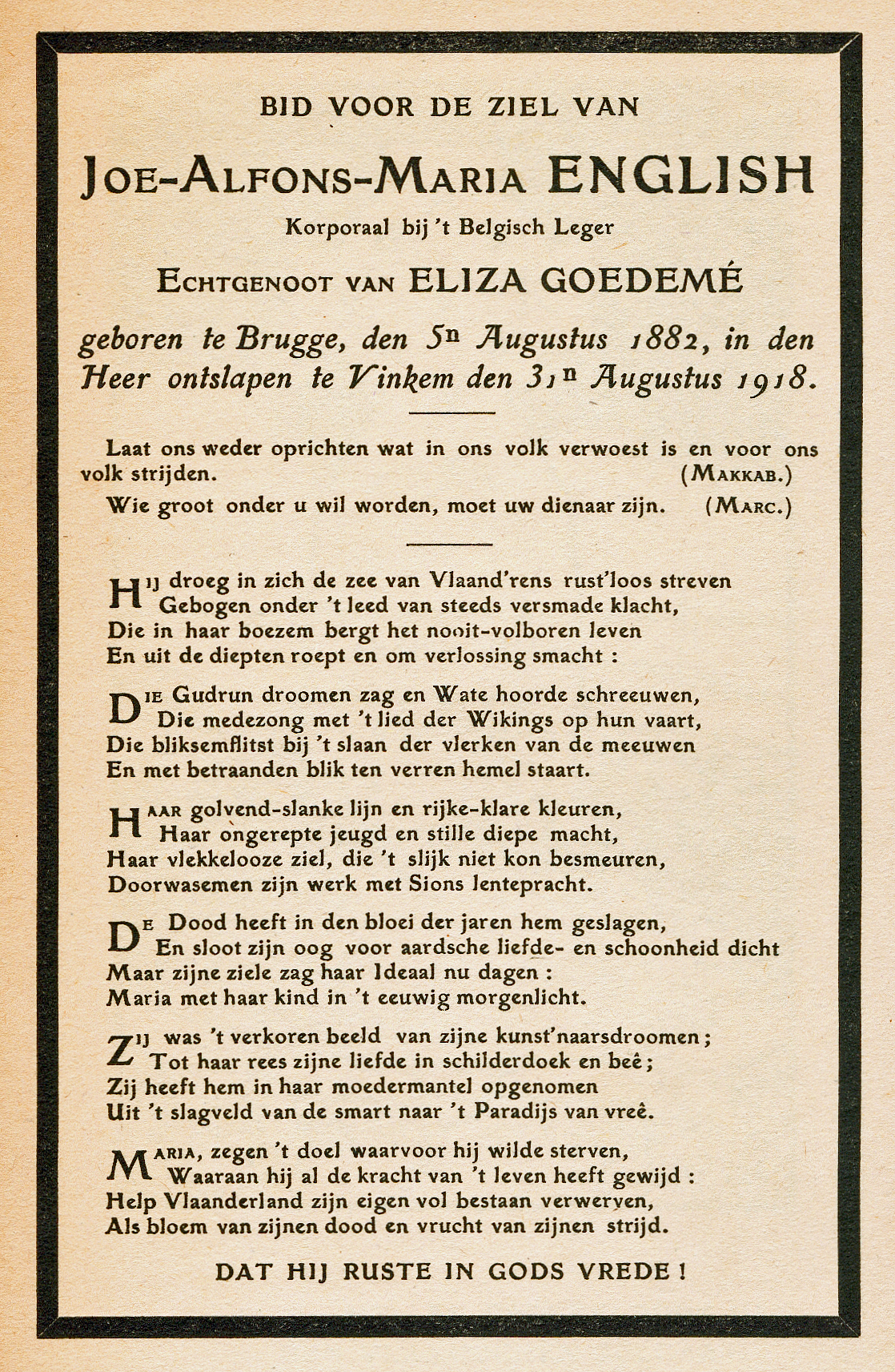
Tekst op het bidprentje voor Joe English
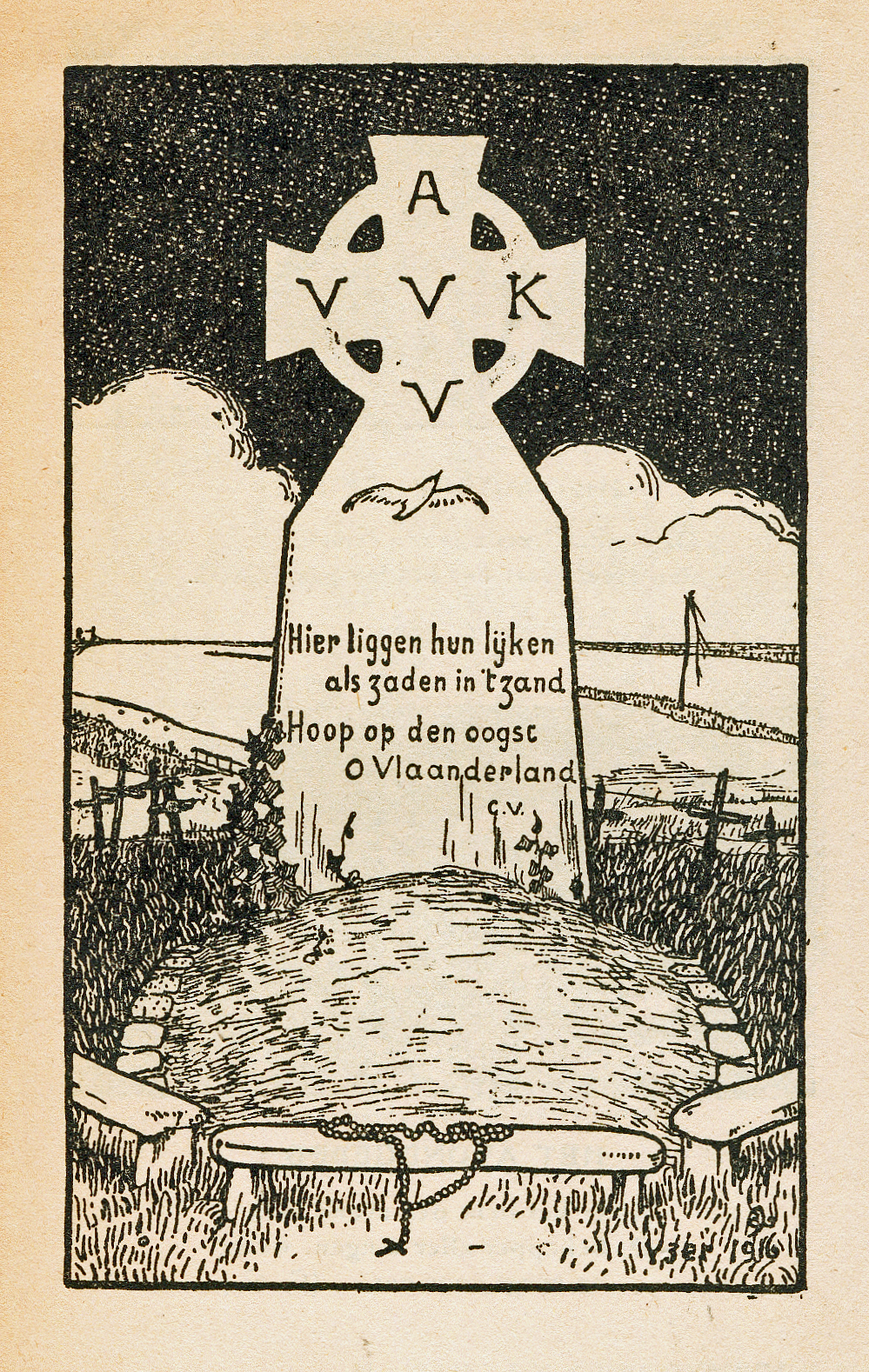
Tekening van een heldenhuldezerk door Joe English
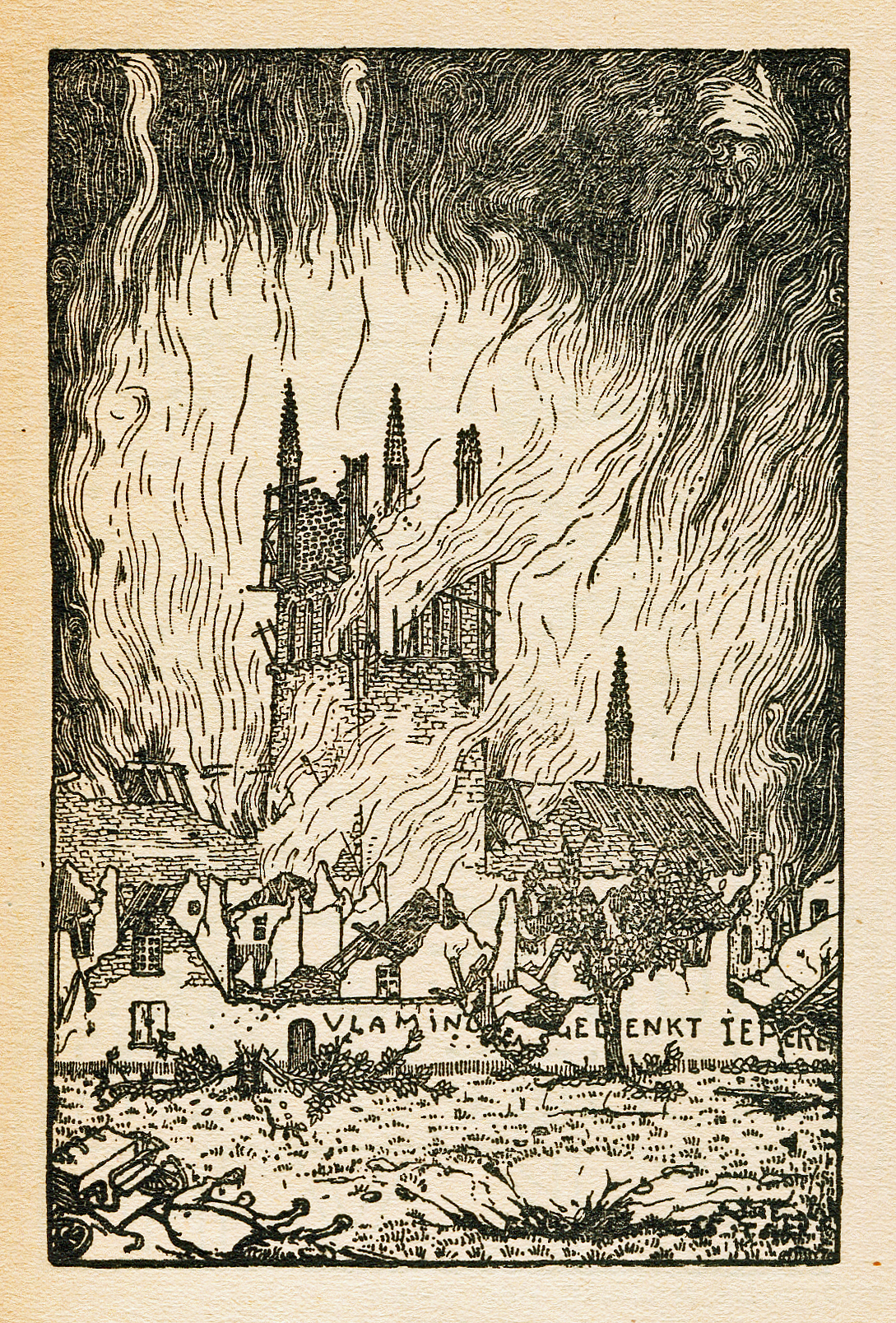
"Vlamingen gedenkt Ieper", tekening door Joe English